# Route nationale 42 (France)
Pour les articles homonymes, voir Route nationale 42.
La route nationale 42 (RN 42 ou N 42) est une route nationale du nord de la France, reliant à l'origine Boulogne-sur-Mer à Lille via Saint-Omer et Bailleul, sur une longueur de 124 km.
Aujourd'hui, il ne reste officiellement en tant que « route nationale 42 » que la portion située entre Boulogne-sur-Mer et Saint-Omer ; celle entre Saint-Omer et Bailleul ayant été déclassée en départementale en 2006, et celle entre Bailleul et Lille ayant été déclassée en 1973 et remplacée par l'autoroute A25. Un projet vise à mettre aux normes autoroutières la partie entre Boulogne-sur-Mer et Saint-Omer et la transformer en A260.
L'axe entre Boulogne et Bailleul est fréquenté par 10 000 à 20 000 véhicules par jour selon les endroits. Malgré l'ouverture de l'A16 en 1993, rendant le trajet Boulogne-Lille plus rapide de quelques minutes via Calais et Dunkerque, cet axe reste toujours un itinéraire très emprunté par les automobilistes entre la ville portuaire et la capitale régionale.

## Historique

### Ouverture de laRN 42

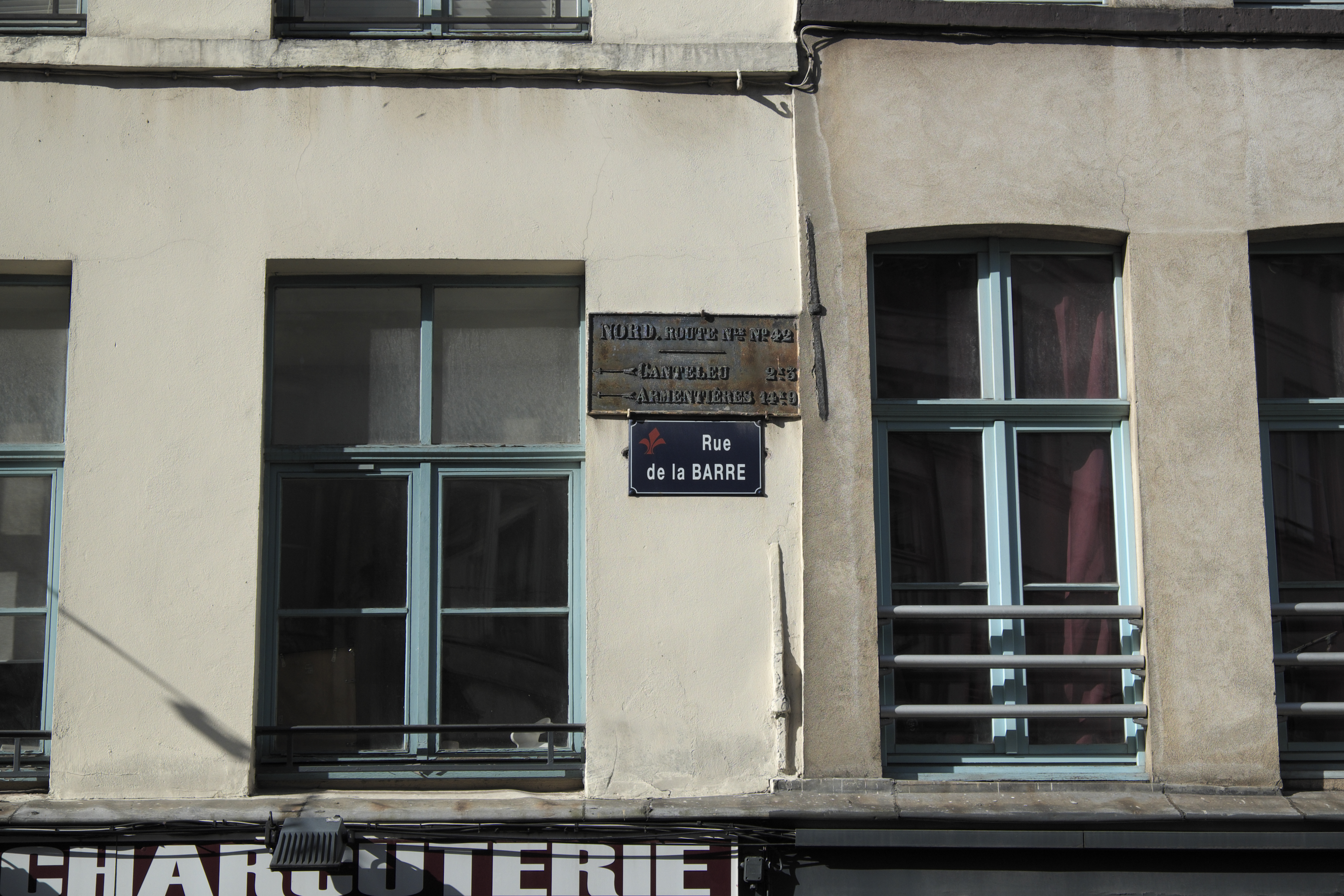
Plaque indiquant le passage de l'ancienne RN 42 à Lille, photographiée en 2014.

La RN 42 succède en 1824 à la route impériale no 55, créée en 1811. De cette date à la réforme de 1972, elle reliait Lille à Boulogne-sur-Mer, via Armentières, Bailleul, Saint-Sylvestre-Cappel, Cassel et Saint-Omer. 

### LaRN 42de 1973 à 2006
En 1973, elle est déclassée en RD 933 entre Saint-Omer et Lille. 
La route entre Boulogne-sur-Mer et Saint-Omer est conservée tandis qu'un nouveau tronçon fait son apparition dans le tracé de la RN 42 entre Saint-Omer et Bailleul. Cette route passe un peu plus au sud que l'ancien tracé, par Hazebrouck, reprenant le parcours de l'ancienne RN 344. Entre Bailleul et Lille, l'autoroute A25 supplante l'ancienne RN 42. Dès lors, l'ancien itinéraire entre Saint-Omer et Lille, devenu RD 933, n'est emprunté plus que pour des déplacements locaux, sur de courtes distances.
Entre 1983 et 2000, la RN 42 est déviée pour ne plus traverser le centre de l'agglomération de Saint-Omer. La « rocade de Saint-Omer » est alors créé, contournant l'ouest et le sud de la ville sur presque 10 km entre Saint-Martin-lez-Tatinghem et Arques.
Dans le même objectif, une nouvelle section contournant la ville d'Hazebrouck par le nord ouvre en 1994.

### LaRN 42depuis 2006

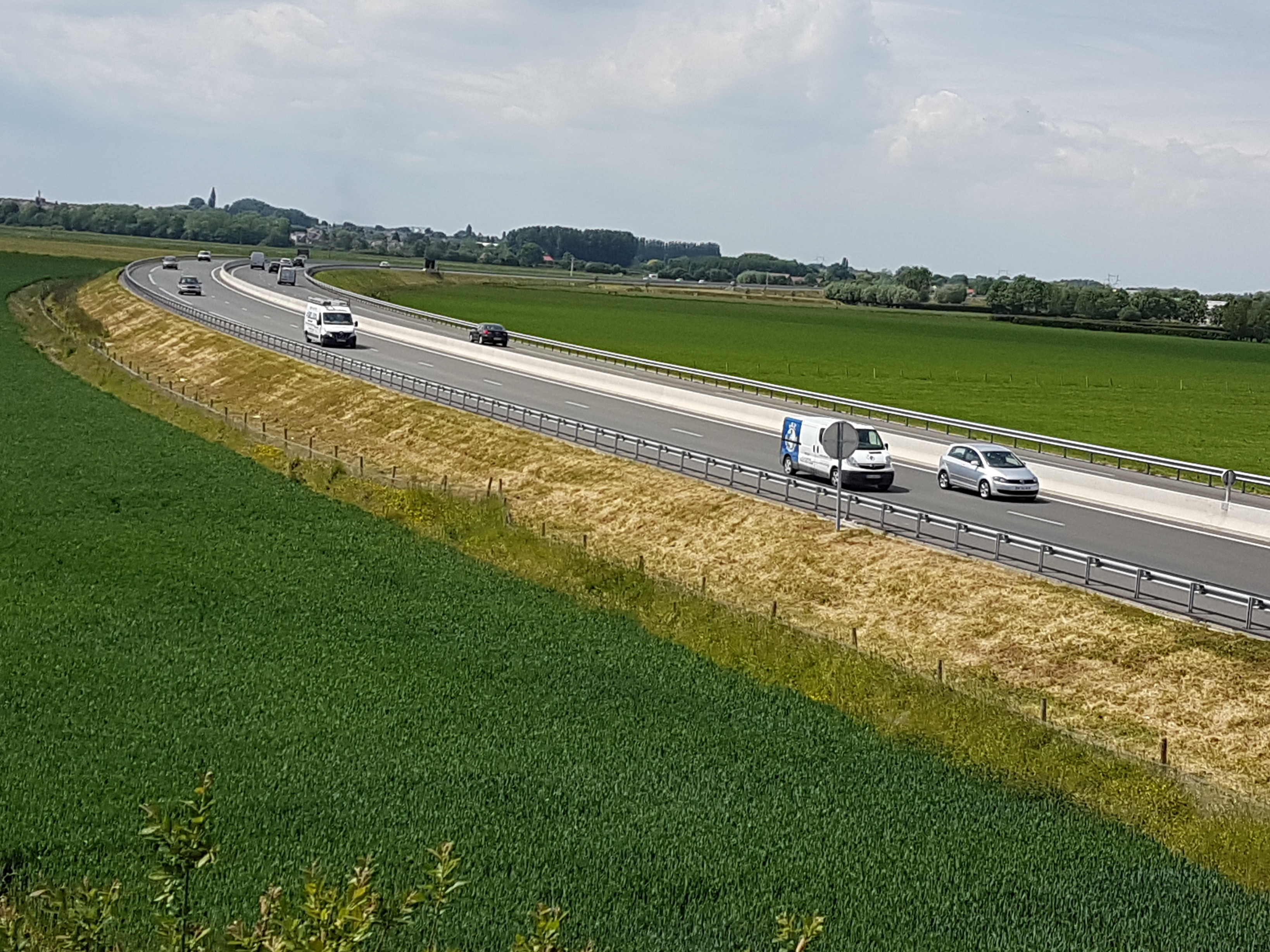
Contournement de Borre, près d'Hazebrouck.

La section entre l'autoroute A26 (près de Saint-Omer) et Bailleul est déclassée dans la voirie départementale le 1er janvier 2006. Elle est renommée RD 942 pour sa partie située dans le Pas-de-Calais, et RD 642 dans le Nord. Subsiste donc aujourd'hui officiellement sous l’appellation RN 42 uniquement la partie située entre Boulogne-sur-Mer (A16) et Saint-Omer (A26).
La route est vouée à passer en 2 × 2 voies sur toute sa longueur, aussi bien entre Boulogne et Saint-Omer qu'entre Saint-Omer et Bailleul. En 2011, le contournement de Wizernes et Tatinghem (à l'ouest de Saint-Omer) en 2 × 2 voies est opérationnel, reliant ainsi l'est de l'actuelle RN 42 à la rocade de Saint-Omer, déjà toutes les deux en 2 × 2 voies. En 2014, il en est de même pour le contournement de Borre et Pradelles (à l'est d'Hazebrouck), réclamé pendant plus de 40 ans à cause du fort trafic passant par les deux villages (17 000 véhicules par jour) et des nombreux accidents graves (dont la mort du maire de Pradelles en 2006). 
En 2019, une fillette de huit ans meurt écrasée par un camion à Renescure, relançant le débat autour du contournement du village. De nombreuses pancartes, réclamant le contournement, sont disposées le long de la route les années qui suivent.
La RN 42 entre Boulogne-sur-Mer et Saint-Omer devrait être transformée en une autoroute gratuite (initialement prévu pour le début des années 2010, mais le projet est toujours d'actualité). En 2017, sur les 41 km qui la composent, il ne reste plus qu'un tronçon de 9 km entre Nabringhen et Quesques à passer en 2 × 2 voies. De nouveaux échangeurs devraient également être construits d'ici 2021 à Saint-Martin-Boulogne (A16) et à Setques (A26) pour lier directement ces autoroutes à la RN 42 sans passer par des giratoires intermédiaires,.

## Parcours actuel

### De Boulogne-sur-Mer à Saint-Omer

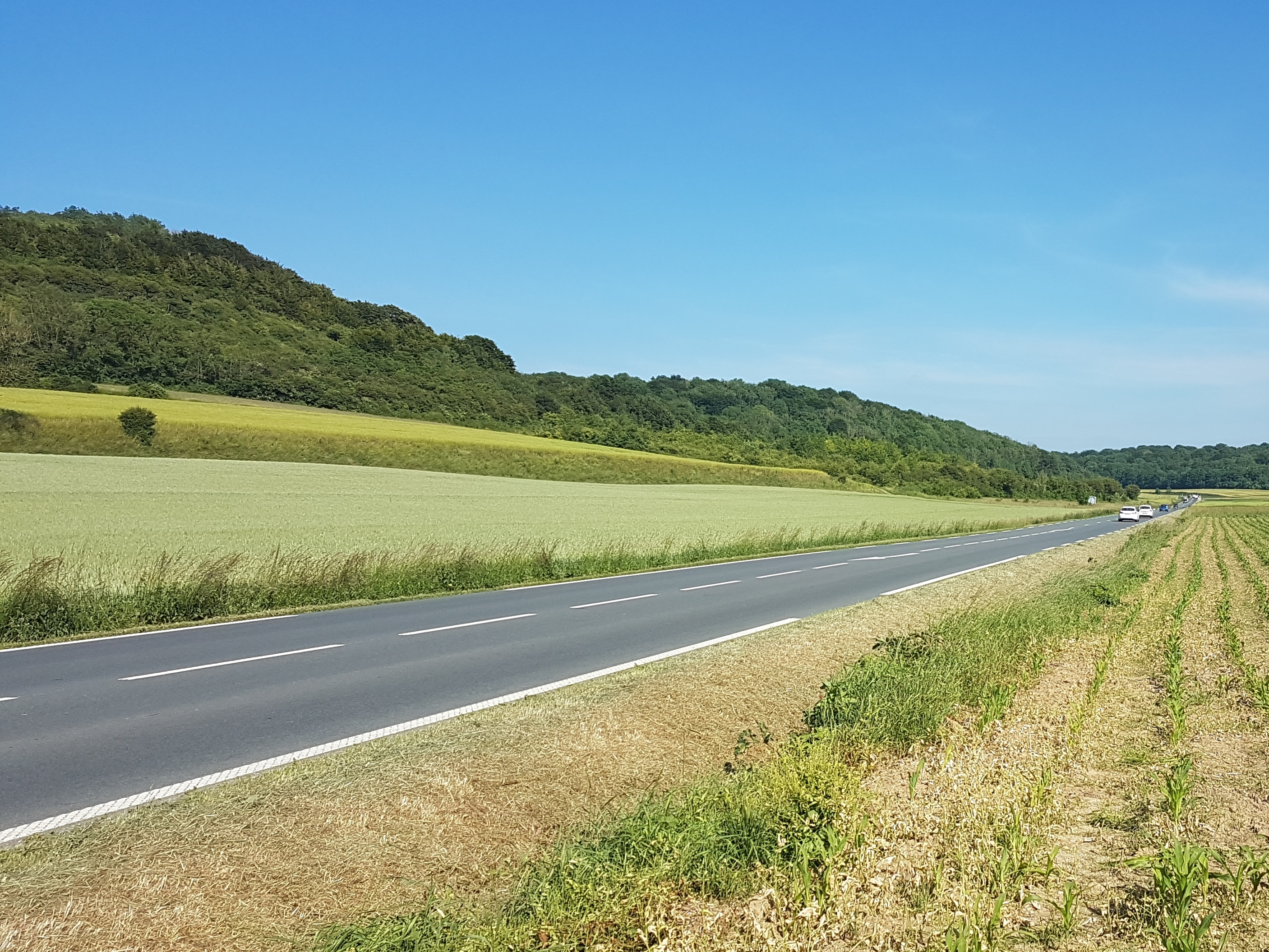
La route nationale 42 à hauteur d'Escœuilles.

- Carrefour giratoire desservant Boulogne-sur-Mer, Saint-Martin-Boulogne, Baincthun
- Échangeur entre A16 (sortie 31) et RN 42
- Section à 2x2 voies, limitée à 110 km/h
  -  à 1 km : Centre commercial de la Côte d'Opale, Parc d'activités de l'Inquétrie
  -  à 2 km (uniquement Boulogne > St-Omer) : La Capelle-lès-Boulogne, Pernes-lès-Boulogne, Centre commercial de la Côte d'Opale
  -  à 5 km (uniquement St-Omer > Boulogne) : La Capelle-lès-Boulogne, Pernes-lès-Boulogne, Baincthun
  - Croisement avec la rue du Croquet, Conteville-lès-Boulogne
  - Croisement avec la rue des Croix, Conteville-lès-Boulogne
  - Croisement avec la rue Blanche, Belle-et-Houllefort
  - Croisement avec les rues Bringhen et La Maçonnerie, Belle-et-Houllefort
  -  à 9 km : Bellebrune, Belle-et-Houllefort, Conteville-lès-Boulogne
  -  à 12 km : Le Wast, Colembert, Alincthun, Desvres, Marquise
  -  à 16 km : Nabringhen, Colembert, Licques
- Section à 2x1 voies, limitée à 90 ou 70 km/h
  - Traversée de Nabringhen
  - Traversée de Longueville
  - Traversée d'Escœuilles
- Section à 2x2 voies, limitée à 110 km/h
  -  à 27 km (uniquement Boulogne > St-Omer) : Coulomby, Nielles-lès-Bléquin, Alquines
  -  à 31 km (uniquement St-Omer > Boulogne) : Seninghem, Nielles-lès-Bléquin, Alquines
  -  à 33 km (uniquement Boulogne > St-Omer) : Bayenghem-lès-Seninghem, Lumbres
  -  à 35 km (uniquement St-Omer > Boulogne) : Lumbres, Acquin-Westbécourt, Licques
- Échangeur entre A26 (sortie 3) et RN 42
- Carrefour giratoire desservant Setques, Esquerdes, Wizernes, Coupole d'Helfaut

### Rocade de Saint-Omer
- Carrefour giratoire avec la RD 943 vers Calais
- Section à 2x2 voies, limitée à 110 km/h
  -  (uniquement Hazebrouck > Boulogne) : Saint-Martin-lez-Tatinghem
  -  : Saint-Omer-sud, Longuenesse, RD 928 (vers Le Touquet-Paris-Plage, Berck et Abbeville)
  -  : Blendecques-nord, Cartonnerie
  -  : Blendecques-centre, Heuringhem, Thérouanne, Arques
  -  : Thérouanne, Heuringhem, Centre hospitalier de Saint-Omer, Coupole d'Helfaut, A26 (vers Béthune et Reims)
- Carrefour giratoire avec la RD 943 vers Aire-sur-la-Lys et Béthune

## Parcours déclassé

### D'Arques à Lille (RN 42avant 1972,RD 933depuis 1973)
- Arques
- Bavinchove
- Cassel
- Saint-Sylvestre-Cappel
- Caëstre
- Flêtre
- Méteren
- Bailleul
- Nieppe
- Armentières
- La Chapelle-d'Armentières
- Capinghem
- Lomme
- Lille

### D'Arques à Bailleul (RN 42entre 1973 et 2005,RD 642depuis 2006)
- Arques (km 53)
- Renescure (km 59)
- Ebblinghem (km 62)
- Wallon-Cappel (km 67)
- Hazebrouck (km 72)
- Borre (km 77)
- Pradelles (km 79)
- Strazeele (km 81)
- Méteren (km 85)
- Échangeur entre RN 42-RD 642 et A 25 (sortie 11)
- Bailleul (km 88)

## Trafic journalier
Dans l'ensemble, le trafic est fluide sur la RN 42 entre Boulogne-sur-Mer et Bailleul. Des difficultés peuvent néanmoins se présenter aux heures de pointe à certains endroits. Le fort trafic dans les zones traversant des villages pose des problèmes de sécurité. Entre Arques et Bailleul, les poids lourds représentent 17 % du trafic,
| Section                    | Nombre de véhicules par jour | Année | Référence |
| -------------------------- | ---------------------------- | ----- | --------- |
| Saint-Martin-Boulogne      | 15 000 à 20 000              | 2016  | [ 4 ]     |
| Escœuilles                 | 13 982                       | 2016  | [ 6 ]     |
| Rocade de Saint-Omer       | 20 701                       | 2016  | [ 6 ]     |
| Arques - Hazebrouck        | 15 000                       | 2014  | [ 5 ]     |
| Ebblinghem                 | 14 519                       | 2016  | [ 6 ]     |
| Contournement d'Hazebrouck | 15 940                       | 2016  | [ 6 ]     |
| Hazebrouck - Strazeele     | 17 000                       | 2013  | [ 1 ]     |
| Méteren (échangeur A25)    | 14 888                       | 2016  | [ 6 ]     |